# Майер, Фред Шоу
Фред Шоу Майер (1899—1989) — австралийский орнитолог, исследователь райских птиц Новой Гвинеи.

## Биография
Образование получил в школах Сиднея. Затем, прервав карьеру в области строительства, решил посвятить себя зоологии, которой интересовался с детства.
После нескольких самостоятельных экспедиций в Юго-Восточную Азию, с 1930-х годов Майер сосредоточил свои усилия на Новой Гвинее. Он собирал зоологические образцы и отправлял их из мест обитания в научные центры. Основным клиентом Майера был Лайонел Уолтер Ротшильд, собиравший коллекцию для Музея естествознания в Тринге. Клиентами Майера были также Джон Спидан Льюис и Жан Т. Делакур. Позже учёный также работал смотрителем двух новогвинейских авиариев (служивших в основном аванпостом и источником снабжения для зоопарка Таронга в Австралии), которые также использовал как базу для своих экспедиций вглубь острова для сбора экземпляров биологических видов.
Выйдя на пенсию, жил в Квинсленде в Австралии. Скончался за 25 дней до своего девяностого дня рождения.

## Таксоны
В честь Майера были названы следующие виды:
- Astrapia mayeri
- Pseudochirulus mayeri
- Pogonomelomys mayeri
- Hydromys shawmayeri

## Награды
- Орден Британской империи (1971)